# La Fair
La Fair, född 1997 död 2014, var en svensk halvblodshäst. Hon var ett mörkbrunt sto efter hingsten Labrador och undan stoet Princess Fair uppfödd och ägd av Margareta Algotsson.  Hästen deltog i fälttävlan vid OS i London 2012 och EM 2013 med Linda Algotsson som ryttare. I den svenska OS-truppen i fälttävlan 2012 fanns även La Fairs enda avkomma stoet Wega som reds av Lindas syster Sara Algotsson Ostholt. Under sin karriär hann La Fair göra 28 starter i fälttävlan på internationell nivå tillsammans med Linda Algotsson, Sara Algotsson Ostholt och Frank Ostholt. La Fair ingick i Avelsföreningen för svenska varmblodiga hästens satsning på selektionsston som syftade till att behålla ston med egna tävlingsmeriter i avel.